# 要宏輝
要 宏輝（かなめ ひろき、1944年 - ）は、日本の労働運動家。元総評全国金属オルグ。連合大阪副会長。

## 経歴
香川県坂出市出身。1967年横浜市立大学商学部経営学科卒業。総評全国金属労働組合大阪地方本部書記局に入局。60年代末、大阪の反戦青年委員会運動に参加。1977年の『労働情報』発刊時の呼びかけ人の1人。1991年全国金属機械労働組合大阪地方本部書記長。1999年連合大阪副会長（専従）、JAM大阪副委員長。2003年連合大阪なんでも相談センター相談員。2009年1月連合大阪を定年退職。その後も連合大阪なんでも相談センター相談員を務める。1993年から2003年、大阪地方最賃審議会委員。1999年から2008年、大阪府労働委員会労働者委員。著書『正義の労働運動ふたたび――労働運動要論』（アットワークス、2007年10月）で日本労働ペンクラブ賞を受賞。
連合大阪では1998年の「あいりん地区問題プロジェクト」の発足、2001年の五大都市の連合による「特別措置法（仮称）の立法化」の提言などホームレス自立支援法成立に向けた取り組みの中心となり、2002年の同法の成立へとつながった。この間、連合大阪・中小労働運動センター所長、連合近畿労働安全衛生センター副理事長を務めた。